# Ten Network Holdings
Ten Network Holdings — одна из крупнейших медиа-компаний Австралии, основанная в 1998 году. Расположена в Сиднее. Компании принадлежит австралийская сеть бесплатного телевидения Network 10. С декабря 2019 года холдинг принадлежит ViacomCBS Networks UK & Australia, подразделению американского медиа-конгломерата ViacomCBS. Телекомпании принадлежат: «Network Ten», «10 Bold», «10 Peach», «10 Shake», «Spree TV» (50 %), «10 Play», «10 All Access», «10 Speaks» и другие.

## История
24 сентября 2009 компания Canwest, которой принадлежало 50, 1 % Ten Network Holdings объявила, что продаёт свою часть за 680 миллионов австралийских долларов, чтобы погасить долги. Однако, суммы оказалось недостаточно, и в 2010 году компания CanWest обанкротилась. В 2014 году компания Foxtel и американская кабельная компания Discovery Communications хотели выкупить акции Ten Network Holdings. В торгах также участвовали другие американские компании и инвестиционные фирмы, такие как Anchorage Capital Group и Saban Capital Group, также были в списке торгов.
В 2017 году Ten Network Holdings объявила о полугодовом убытке в размере 232 миллионов австралийских долларов. 28 августа 2017 года администрация Ten сообщила, что американская медиакомпания CBS Corporation заключила обязывающее соглашение о покупке компании. 16 ноября 2017 года Ten Network Holdings перешла в собственность CBS, компания стала подразделением CBS Studios International.
31 октября 2018 произошёл полный ребрендинг компании — был изменён логотип, а также перезапущены каналы «Eleven» и «One» как «10 Peach» and «10 Boss» (сейчас «10 Bold»). В декабре 2019 года компания CBS Corporation объединилась с Viacom, образовав ViacomCBS. В результате этого «Network Ten» стала дочерней компанией Viacom в Австралии, которой принадлежат MTV и Nickelodeon.